# Gregorio Dupont
Gregorio Jorge Dupont (1941-Buenos Aires, 18 de agosto de 2022) fue un diplomático argentino, que se desempeñó como embajador de Argentina en Israel y Zimbabue, entre otros cargos.

## Biografía
Dupont pertenecía a la segunda camada de diplomáticos del Instituto del Servicio Exterior de la Nación, donde fue compañero de Elena Holmberg. Al respecto, mientras éste trabajaba en la dirección de África y Cercano Oriente del Ministerio de Relaciones Exteriores argentino, Holmberg le confió el dato de la existencia del Centro Piloto de París en la delegación argentina en Francia, como también de una reunión en París entre Emilio Eduardo Massera y Mario Firmenich. Dupont la quiso desalentar de hacerlo, por temor a represalias, siendo Holmberg secuestrada y desaparecida posteriormente. El hermano del mismo Dupont, Marcelo, también fue detenido y asesinado durante el autoproclamado Proceso de Reorganización Nacional. Estos hechos lo hicieron parte de las personas que declararon como testigos en el Juicio a las Juntas, como también en otros donde se enjuició a miembros del grupo Montoneros.
Tras el fin de la dictadura militar, que lo había cesado de toda función, Dupont fue reincorporado al servicio exterior argentino, llegando a ocupar el cargo de embajador argentino en Zimbabue en la década de 1990, como Israel entre 2000 y 2002. Durante la presidencia de Néstor Kirchner, fue destinado como cónsul general en Miami en 2004. Se retiró finalmente en 2008 de la carrera diplomática. 
Sus restos fueron sepultados en el Cementerio de la Recoleta.